# کتنهایم
کتنهایم (به آلمانی: Kettenheim) یک شهر در آلمان است که در آلزی-ورمز واقع شده‌است. کتنهایم ۲۷۶ نفر جمعیت دارد.